# Johann Bernhard z Fünfkirchenu
Jan Bernhard z Fünfkirchenu (německy Johann Bernhard von Fünfkirchen, 1561, Vídeň – 5. října 1626 nebo 1635, pevnost Zbiroh) byl rakouský a český šlechtic z rodu Fünfkirchenů, protestant a horlivý stoupenec proti habsburskému absolutismu.

## Život

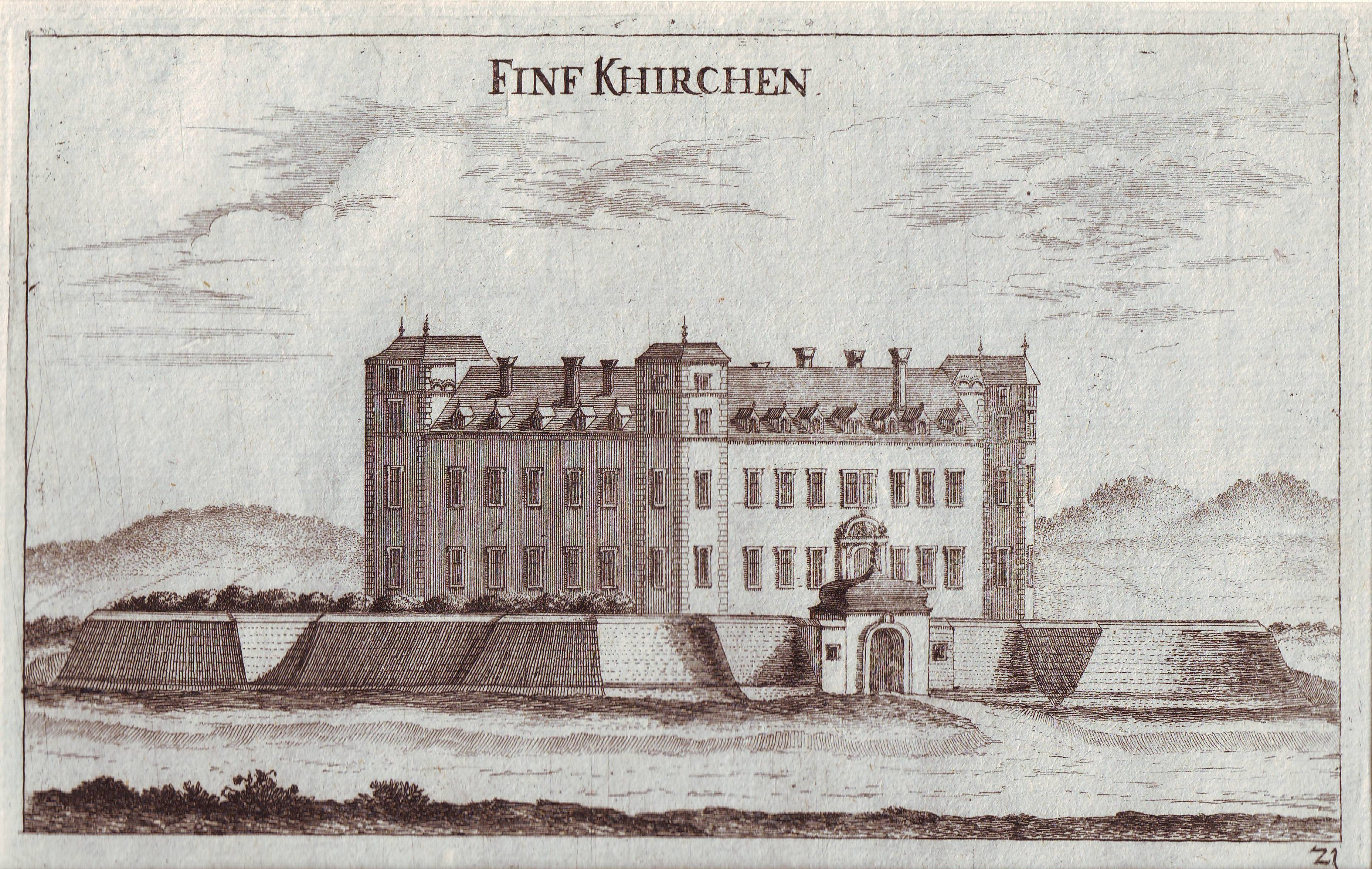
Zámek Fünfkirchen na rytině Georga Mathiase Vischera kolem roku 1672.

V roce 1575 ztratil Falkenstein, hrad byl prodán Trautsonům. Roku 1597 prodal Jan Bernhard několik svých statků kvůli hrozbě vyvlastnění pro jeho protestantství a zakoupil nové pozemky v Čechách a Slezsku.
V roce 1602 započal stavbu nové residence, zámku Fünfkirchen a po roce byl císařem Rudolfem II. Habsburským povýšen na barona. Při sporu mezi Rudolfem II. a jeho bratrem Matyášem stál Jan Bernhard na straně císaře a odpíral poslušnost Matyášovi. V roce 1608 byl povýšen na zemského knížete.
V roce 1616 přepsal své veškeré dolnorakouské statky a nový zámek na svou manželku Barboru z Tiefenbachu (nebo též Teuffenbachu) a odešel do Čech, kde vlastnil dům na Malé Straně.

### Účast na povstání a odsouzení
V roce 1618 podporoval povstání českých protestantských stavů proti katolickému panovníkovi a byl přímým účastníkem pražské defenestrace. Po bitvě na Bílé hoře 8. listopadu 1620 byl za velezradu odsouzen k trestu smrti a jeho majetek byl zabaven. Na přímluvu svého švagra, císařského generála Rudolfa z Teuffenbachu, který byl zároveň poručníkem Janových dětí po smrti jeho manželky Barbory, udělil císař Janu Bernhardovi milost a jeho trest byl 21. srpna 1621 zmírněn na doživotní vězení. Zemřel ve vazbě v pevnosti Zbiroh v Čechách. Přesné datum jeho úmrtí je nejisté. V rodinné kronice Jindřicha z Fünfkirchenu je uvedeno datum 5. října 1626, avšak na náhrobním epitafu v kostele v Poysbrunnu je jako datum úmrtí uveden 5. říjen 1635.
Zabaven byl jeho majetek na panství Fünfkirchen, včetně nového zámku Fünfkirchen, který následně získal biskup František kníže z Ditrichštejna na Mikulově, a zámku Wilfersdorf, který přešel na rod Lichtenštejnů.
Prostřednictvím svého strýce Rudolfa z Tiefenbachu získal jeho syn Jan Bernhard mladší, po konvertování ke katolictví, zpět rodové majetky a zámek Fünfkirchen.